# Anna Rossinelli
Anna Rossinelli, född 20 april 1987 i Basel, är en schweizisk sångerska.

## Eurovision Song Contest
Under hösten 2010 deltog Rossinelli i den schweiziska uttagningen (Die Grosse Entscheidungs Show) till Eurovision Song Contest 2011. Rossellini tog sig till finalen, som gick av stapeln den 11 december 2010. Efter röstningen stod Rossellini som segrare med sin låt In Love for a While. Vid Eurovision som hölls i Düsseldorf, Tyskland, deltog Rossinelli i den första semifinalen, den 10 maj 2011. I sin semifinal var hon bland de 10 bidrag som fått flest poäng, och hon gick därmed vidare till finalen den 14 maj. Väl i finalen slutade hon på sista plats med 19 poäng.

## Diskografi

### Album
- 9 dec 2011 - Bon Voyage

### Singlar
- 2011 - "In Love for a While"
- 2011 - "Joker"